# 揺れる想い (アルバム)
『揺れる想い』（ゆれるおもい）は、日本の音楽ユニット・ZARDが1993年7月10日にB-Gram RECORDSから発売した4枚目のオリジナルアルバムである。

## 内容
前作『HOLD ME』から約10ヶ月ぶりに発売されたオリジナルアルバム。アルバムとしては、1stアルバム『Good-bye My Loneliness』以来3作ぶりの坂井泉水によるソロユニット形態による作品。
幾度か発売延期になったが、最終的に7月10日に発売された。また、CDショップの注文用紙にはアルバムタイトルが『君がいない』でシングル「揺れる想い」と5月19日に同時発売と案内されていた。

## チャート成績
初週57万枚を売り上げ、アルバムとしては初のオリコン初登場首位を獲得。自身初の年間首位と、ダブルミリオンを記録した。ZARDのオリジナルアルバムでは最大のヒット作となっている。また、今作のヒットの相乗効果で、前3作のオリジナルアルバムもオリコン圏内に返り咲きを果たしている。

## 収録曲
| 全作詞: 坂井泉水。 |                            |           |            |            |      |
| #                  | タイトル                   | 作詞      | 作曲       | 編曲       | 時間 |
| 1.                 | 「揺れる想い」             | 坂井泉水  | 織田哲郎   | 明石昌夫   | 4:24 |
| 2.                 | 「Season」                 | 坂井泉水  | 栗林誠一郎 | 葉山たけし | 4:04 |
| 3.                 | 「君がいない (B-version)」 | 坂井泉水  | 栗林誠一郎 | 明石昌夫   | 3:56 |
| 4.                 | 「In my arms tonight」     | 坂井泉水  | 春畑道哉   | 明石昌夫   | 4:21 |
| 5.                 | 「あなたを好きだけど」     | 坂井泉水  | 栗林誠一郎 | 明石昌夫   | 4:25 |
| 6.                 | 「負けないで」             | 坂井泉水  | 織田哲郎   | 葉山たけし | 3:45 |
| 7.                 | 「Listen to me」           | 坂井泉水  | 川島だりあ | 明石昌夫   | 3:50 |
| 8.                 | 「You and me（and…）」     | 坂井泉水  | 織田哲郎   | 葉山たけし | 4:33 |
| 9.                 | 「I want you」             | 坂井泉水  | 栗林誠一郎 | 明石昌夫   | 4:17 |
| 10.                | 「二人の夏」               | 坂井泉水  | 栗林誠一郎 | 明石昌夫   | 4:53 |
| 合計時間:          | 合計時間:                  | 合計時間: | 合計時間:  | 42:28      |      |

## 楽曲解説
1. 揺れる想い
  - 8thシングルの表題曲。先行シングルとして2ヶ月前に発売されて大ヒットとなったこともあり、本作品のタイトル曲となっている。
2. Season
  - このアルバムのリード曲となっており、ファンからも人気の高い楽曲（1999年発売の『ZARD BEST 〜Request Memorial〜』では投票36位で未収録も、2008年発売の『ZARD Request Best 〜beautiful memory〜』では投票23位で収録、2025年発売の『ZARD Best Request 〜35th Anniversary〜』では投票30位で収録）
  - 2016年発売の『ZARD Forever Best 〜25th Anniversary〜』にも本作のアルバム曲（シングル曲除く）からは唯一収録されている。
  - 後に栗林がアルバム『Barbier first』でセルフカバーしている。
3. 君がいない (B-version)
  - 7thシングルの表題曲。アルバムバージョンで、シングルバージョンより半音低いロ長調で歌唱している。B-versionのBはBメジャーからきている。
4. In my arms tonight
  - 5thシングルの表題曲。シングルバージョンと異なり、頭文字以外が小文字で表記されている。なお音源自体に変更はない。
5. あなたを好きだけど
  - 自分より年下の彼のことをつき合っている女性をテーマにした楽曲。発売から2年後の1995年には黒谷友香出演のCMソングに起用された。
  - 1999年発売の『ZARD BEST 〜Request Memorial〜』では未収録となったが、投票23位と本作収録のアルバム曲では最高順位だった。
6. 負けないで
  - 6thシングル表題曲。
7. Listen to me
  - モータウン調の楽曲。大黒摩季・川島だりあ・栗林誠一郎・近藤房之助がコーラスに参加している。ファンから根強い人気を誇る隠れた名曲である。
オリジナル・カラオケが、坂井逝去後の2017年5月31日に発売された隔週刊『ZARD CD＆DVD COLLECTION 第8号 運命のルーレット廻して』にて音源化された。
8. You and me（and…）
  - 2001年発売のセレクションアルバム『ZARD BLEND II〜LEAF & SNOW〜』にも収録されている。初めて織田哲郎がアルバムオリジナル曲の作曲を担当した楽曲。2004年の初ライブツアーでも歌われた。
  - 相川七瀬がデビュー前に初めてオーディションで歌った曲でもある。
  - 詞は三角関係をテーマにしているが、決して恨み言の要素だけにはしたくなかったという。
9. I want you
10. 二人の夏
  - アルバムラストを飾る別れのバラード曲であり、ファン人気の高い曲（1999年発売の『ZARD BEST 〜Request Memorial〜』では投票26位で未収録だったが、2008年発売『ZARD Request Best 〜beautiful memory〜』には投票24位で収録された。）
オリジナル・カラオケが、坂井逝去後の2018年3月7日に発売された隔週刊『ZARD CD＆DVD COLLECTION 第28号 かけがえのないもの』にて音源化された。

## 参加ミュージシャン
ZARD
- 坂井泉水：Vocal

Additional Musician
- 近藤房之助：Guest Chorus (#7)
- 川島だりあ：Guest Chorus (#7)
- 大黒摩季：Guest Chorus (#1,4,6,7)
- 栗林誠一郎：Guest Chorus (#1,5,6,7)
- 生沢佑一：Guest Chorus (#1,6)

## タイアップ
- 大塚製薬『ポカリスエット』1993年度CMソング (#1)
- 読売テレビ制作・日本テレビ系列土曜ドラマ『彼女の嫌いな彼女』主題歌 (#3)
- TBS系列火曜ドラマ『学校があぶない』主題歌 (#4)
- 三菱グループ『三菱石油』CMソング (#5)
- フジテレビ系列ボクたちのドラマシリーズ『白鳥麗子でございます!』第1シリーズ主題歌 (#6)
- 日本テレビ系列クイズバラエティ番組『ハートにジャストミート』エンディングテーマ (#7)